# Жеттерсвиллер
Жеттерсвиллер (фр. Jetterswiller) — коммуна на северо-востоке Франции в регионе Гранд-Эст (бывший Эльзас — Шампань — Арденны — Лотарингия), департамент Нижний Рейн, округ Мольсем, кантон Саверн. До марта 2015 года коммуна административно входила в состав упразднённого кантона Мармутье (округ Саверн).
Площадь коммуны — 3,54 км², население — 176 человек (2006) с тенденцией к росту: 194 человека (2013), плотность населения — 54,8 чел/км².

## Население
Население коммуны в 2011 году составляло 198 человек, в 2012 году — 196 человек, а в 2013-м — 194 человека.
| 1962 | 1968 | 1975 | 1982 | 1990 | 1999 | 2006 | 2008 | 2011 | 2012 | 2013 |
| ---- | ---- | ---- | ---- | ---- | ---- | ---- | ---- | ---- | ---- | ---- |
| 168  | 165  | 160  | 163  | 168  | 170  | 176  | 178  | 198  | 196  | 194  |

Динамика населения:

## Экономика
В 2010 году из 136 человек трудоспособного возраста (от 15 до 64 лет) 102 были экономически активными, 34 — неактивными (показатель активности 75,0 %, в 1999 году — 71,6 %). Из 102 активных трудоспособных жителей работал 101 человек (55 мужчин и 46 женщин), одна женщина числилась безработной. Среди 34 трудоспособных неактивных граждан 6 были учениками либо студентами, 16 — пенсионерами, а ещё 12 — были неактивны в силу других причин.

## Достопримечательности (фотогалерея)

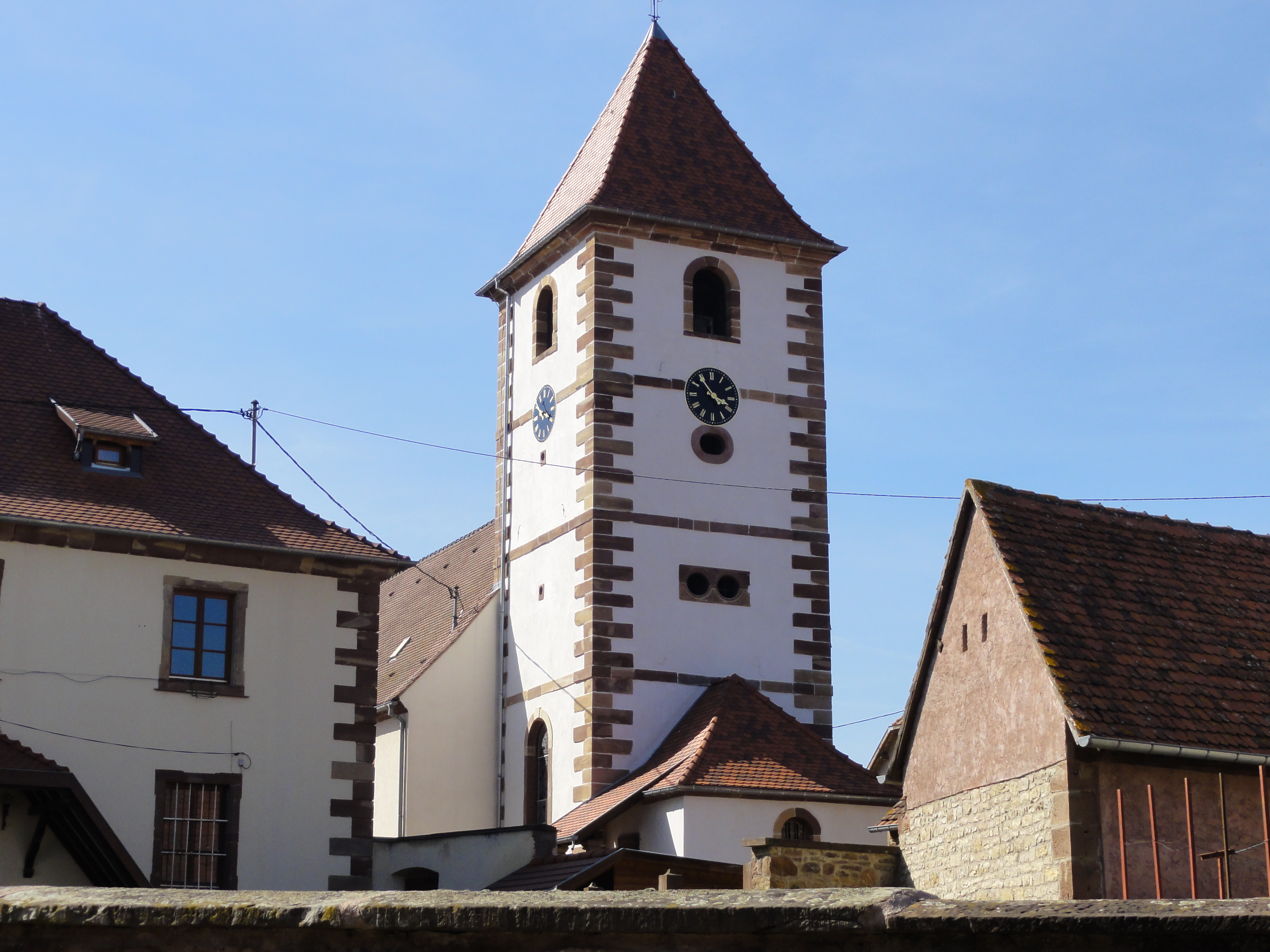
Церковь